# Niye
Niye, även känt som Minfeng, är ett härad som lyder under prefekturen Hotan i Xinjiang-regionen i nordvästra Kina.